# La matematica del Novecento
La matematica del Novecento è un libro del matematico Piergiorgio Odifreddi.
Nel libro, Odifreddi fa un veloce resoconto delle scoperte e degli sviluppi della matematica lungo quattro filoni: i fondamenti, la matematica pura, la matematica applicata e la matematica al calcolatore.
Riguardo ai fondamenti della matematica, la trattazione parte con lo sviluppo della teoria degli insiemi negli anni venti, sviluppandosi poi negli anni quaranta con le strutture e negli anni sessanta con le categorie, e passa infine al lambda calcolo degli anni ottanta.
Nella parte riguardante la matematica pura, gli argomenti presi in considerazione sono vari, partendo dalla misura di Lebesgue in analisi all'inizio del novecento, fino ad arrivare alla fine del secolo alla dimostrazione di Andrew Wiles dell'ultimo teorema di Fermat, passando attraverso temi come la classificazione dei gruppi semplici finiti di Gorenstein in algebra, la classificazione delle superfici tridimensionali di William Thurston in topologia ed il teorema d'incompletezza di Gödel in logica.
Un simile percorso si ha per la matematica applicata, con temi che comprendono ad esempio il teorema minimax di von Neumann in teoria dei giochi, il lavoro di Noam Chomsky sui linguaggi formali o la teoria dei nodi e gli invarianti di Jones.
Più breve la parte riguardante la matematica al calcolatore, che accenna al lavoro di Alan Turing sugli algoritmi, l'analisi del gioco degli scacchi di Shannon in intelligenza artificiale, l'attrattore di Lorenz in teoria del caos, la dimostrazione del teorema dei quattro colori e l'insieme di Mandelbrot.
Nell'ultima parte l'autore indica alcuni dei più noti problemi insoluti, come l'ipotesi di Riemann, la congettura di Poincaré (dimostrata da Grigorij Jakovlevic Perel'man nel 2003) ed il problema P=NP.

## Edizioni
- Piergiorgio Odifreddi, La matematica del Novecento - Dagli insiemi alla complessità, collana Piccola Biblioteca Einaudi, Einaudi, 2000,  pp. 186, ISBN 88-06-15153-3.